# Cabo Cruz
O Cabo Cruz é a extremidade ocidental da Província de Granma, no sudeste de Cuba, se estende para o Mar do Caribe e marca a fronteira oriental do Golfo de Guacanayabo. Cabo Cruz está localizada no município de Niquero e faz parte do Parque Nacional do Desembarque do Granma .
Na ponta sul do Cabo Cruz está situado um farol do século XIX farol, com uma altura de 32 metros, o Farol Vargas.
Em 21 de julho de 1823 houve um breve desembarque de marines norte-americanos em busca de piratas.